# Prison Mazas
Pour les articles homonymes, voir Mazas.
La maison d'arrêt cellulaire, appelée couramment prison Mazas, est une ancienne prison de Paris, construite par l'architecte Émile Gilbert entre 1845 et 1850 pour remplacer le dépôt des condamnés de la Force. Elle est démolie en 1898.

## Historique
Située en face de la gare de Lyon, elle est utilisée de 1850 à 1898 essentiellement à l'internement des prisonniers de droit commun. La prison occupe l'emplacement du pentagone limité par les voies aujourd'hui dénommées boulevard Diderot, rue de Lyon, rue Traversière, avenue Daumesnil et rue Legraverend.

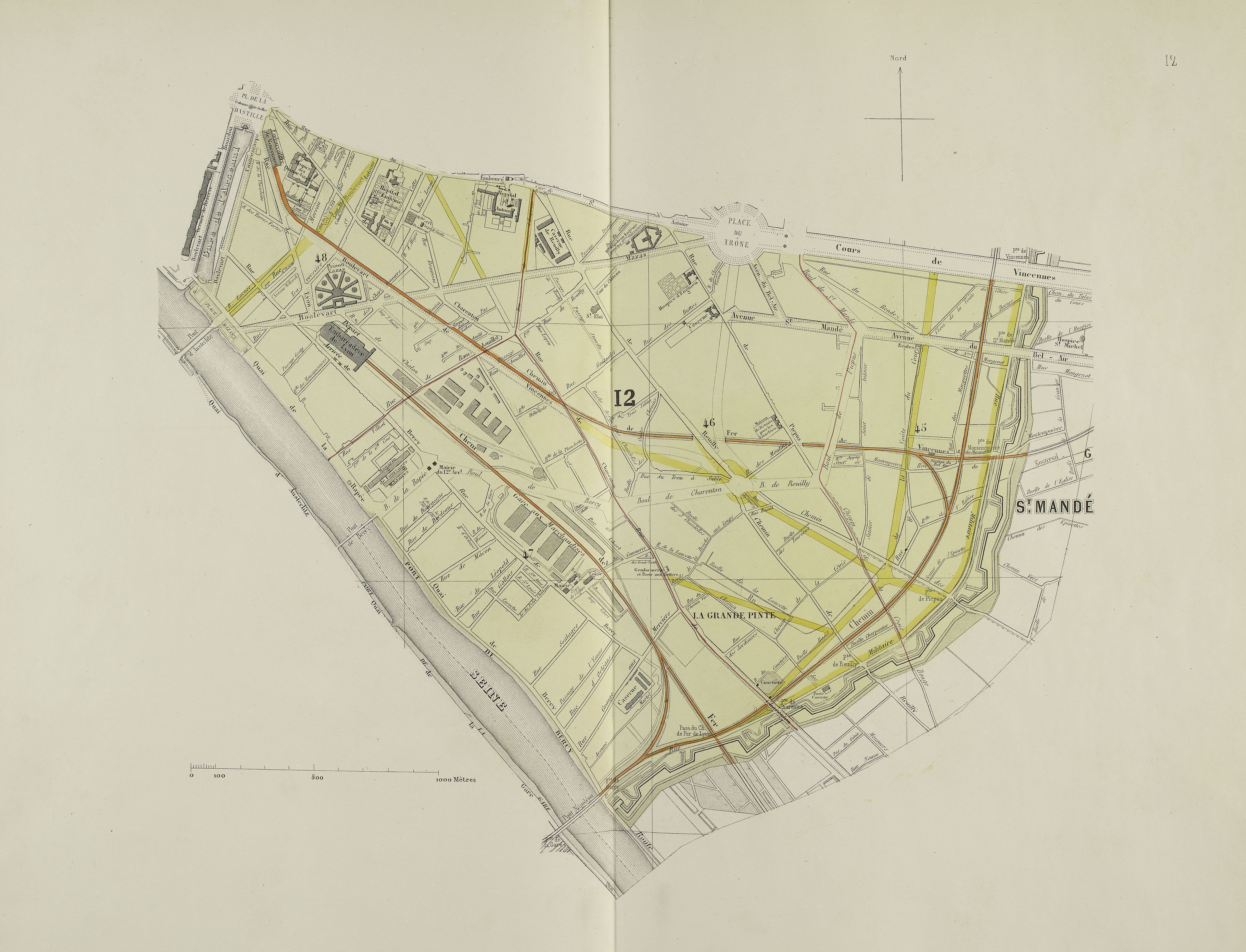
Plan Andriveau-Goujon du 12e arrondissement (1868) : la prison est un peu au nord du débarcadère de Lyon (actuelle gare de Lyon).

Cette « maison d'arrêt cellulaire » s'inspire des modèles du régime carcéral américain en vogue dans le milieu du siècle, le système cellulaire, dans l'esprit de la prison de la Petite Roquette construite en 1836.

L'entrée de cette prison est située initialement 23-25 boulevard Mazas, qui donne donc son nom à la prison (avant qu'il soit rebaptisé boulevard Diderot en 1879).

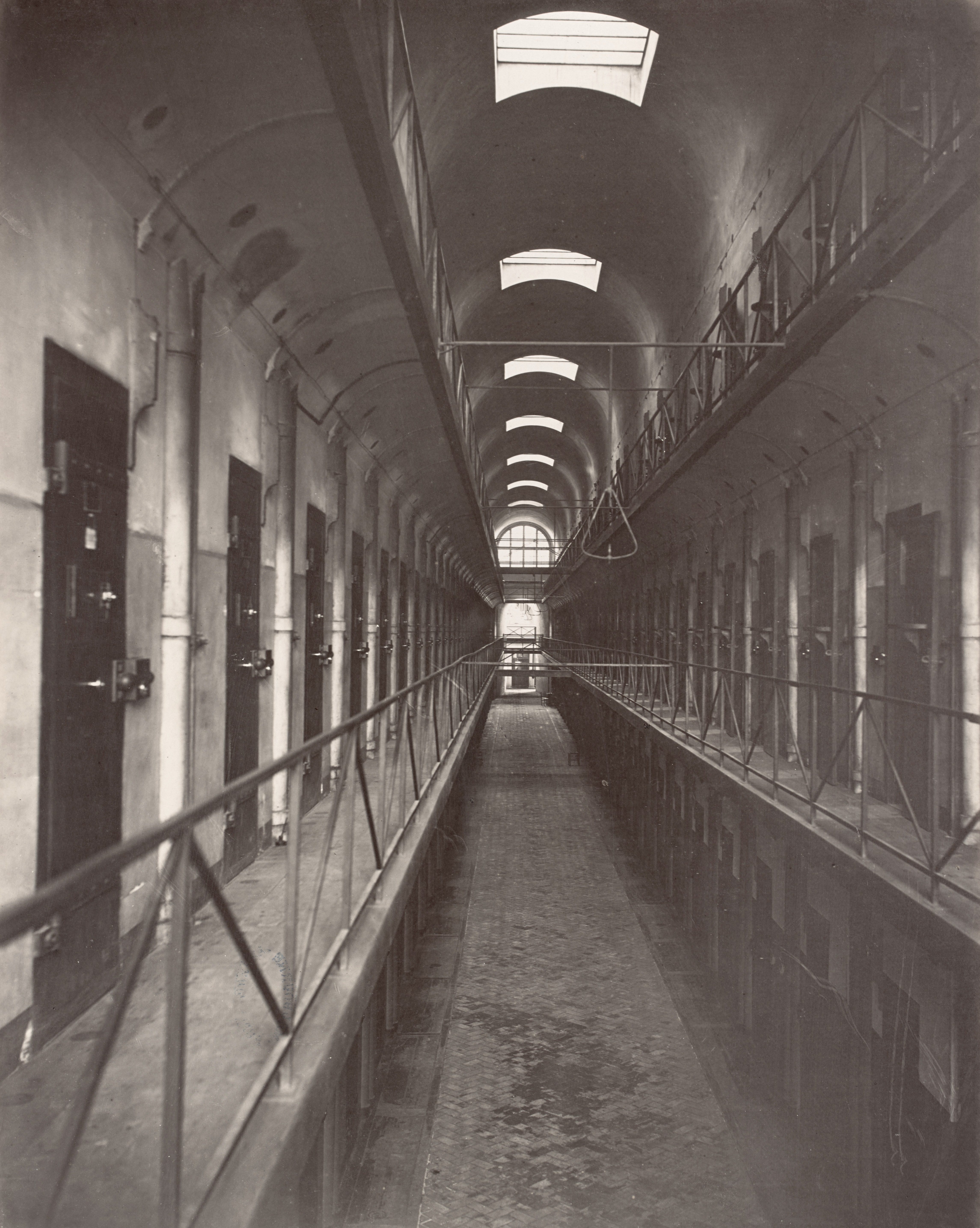
Une des galeries cellulaires de la prison.

Ce boulevard (partant des abords du pont d’Austerlitz) porte le nom du colonel Jacques François Marc Mazas, mort à la bataille d’Austerlitz : sur réclamation de la famille, l’administration doit renoncer en 1858 à l’appellation primitive au profit de Maison d’arrêt cellulaire.
Inaugurée le 19 mai 1850, elle reçoit les 841 prisonniers de l'ancienne prison de la Force. Elle est ainsi surnommée « prison de la nouvelle Force ».

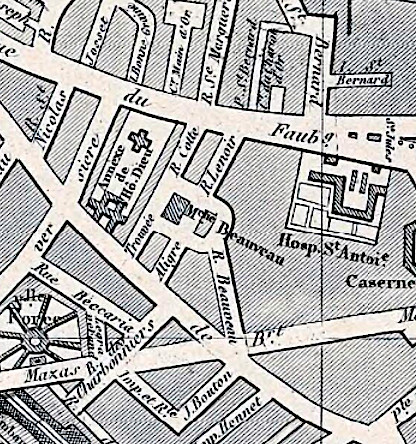
La « N^{lle} Force » figurant sur le plan de Paris de Henriot (1857).

En 1851, elle reçoit  les représentants arrêtés lors du coup d'État du 2 décembre. Dans Histoire d'un crime, Victor Hugo en décrit l'aspect et le fonctionnement.
Sous la Commune de Paris, Maurice Garreau en est le directeur à la mi-avril 1871.
L'édifice est démoli en 1898 à l'occasion de l'Exposition universelle de 1900 afin d'épargner la vue d'une prison aux visiteurs arrivant par la gare de Paris-Lyon. Une rue Émile-Gilbert, ouverte sur l'emplacement de l'ancienne prison, perpétue le nom de son architecte.

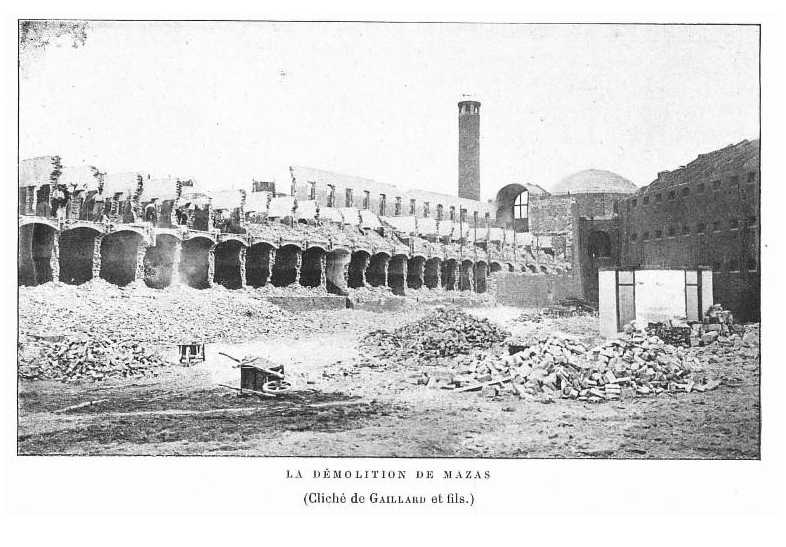
Destruction de la prison Mazas.

## Dans la littérature
« Mazas » est connu notamment pour avoir été le lieu de détention provisoire d'Arthur Rimbaud, arrêté a la gare du Nord pour ne pas avoir payé son billet; lettre à Georges Izambard, 5 septembre 1870 : 
« Arrêté en descendant de wagon pour n’avoir pas un sou et devoir treize francs de chemin de fer, je fus conduit à la préfecture, et, aujourd'hui, j'attends mon jugement à Mazas ! ».
Cette prison est évoquée dans une chanson d'Aristide Bruant : À Mazas.
Dans le roman de Paul d'Ivoi Les cinq sous de Lavarède, un personnage d'escroc douteux se prétendant noble et sud-américain porte le plaisant pseudonyme de Don José Miraflor y Courramazas... qu'il faut comprendre comme « Il court à Mazas », à la suite d'une réflexion ironique du pesant bourgeois Bouvreuil, qui pourchasse Lavarède.

## Structure

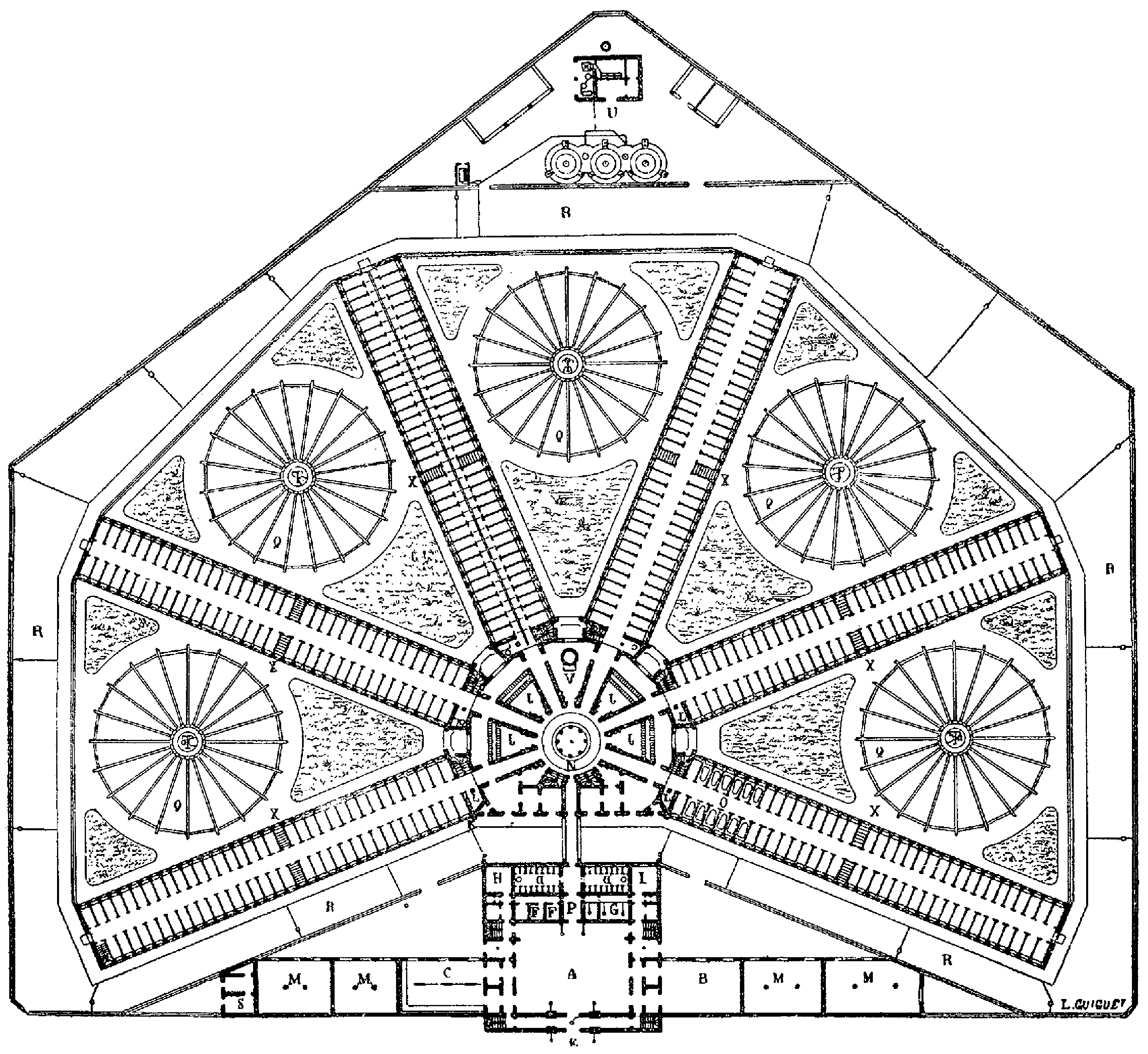
Plan de la prison cellulaire de Mazas.

Construite pour accueillir 1 200 détenus, la prison comporte six bâtiments de trois étages, rayonnant autour d'une tour centrale de 45 mètres de hauteur, au niveau de laquelle se situait une rotonde vitrée donnant vue sur tout l'intérieur de la prison. Au-dessus se tient une chapelle où se donnent des messes dominicales pouvant être vues par l'ensemble des détenus. On y trouve également un parloir et une bibliothèque. Six couloirs de 80 mètres convergent vers la rotonde. Chacun comporte deux cents cellules sur trois étages. Mazas est gardée par soixante-dix surveillants. Aucune tentative d'évasion n'y a abouti.
Fondée sur le principe de l'isolement des détenus, rompant ainsi radicalement avec les principes de détention commune de droit commun habituels, la prison n'accueille que des condamnés à de courtes peines. L'isolement permet aux délinquants d'éviter les promiscuités et un apprentissage du crime au contact d'autres détenus parfois plus expérimentés et violents.
Les cellules individuelles mesurent 2,60 m de haut sur 1,85 m de large et 3,85 m de long avec un plancher en briques. Le mobilier, sommaire,  est composé d'un hamac suspendu à des crampons à 50 cm du sol, d'une table, d'un tabouret en bois, d'un bidon à eau, de deux gamelles en fer battu, d'un siège d'aisance inodore à ventilateur, d'un bec de gaz et de quatre supports en bois placés aux angles. L'air chaud, en hiver, est distribué par ventilation, de même en été avec de l'air frais. La vie y est rythmée par le service des repas, de menus travaux et un lever à l'aube. Chaque porte peut s'ouvrir faiblement, tout en interdisant la sortie du condamné, afin de lui donner une vue sur l'intérieur de l'édifice.
La stricte géométrie du bâtiment et le régime carcéral spartiate et solitaire correspondent aux principes hygiénistes associés à un modèle d'architecture utopique. « Mazas est une prison progrès […] C'est la philanthropie doctrinaire qui a construit Mazas.» écrit Victor Hugo dans l'Histoire d'un crime.                         

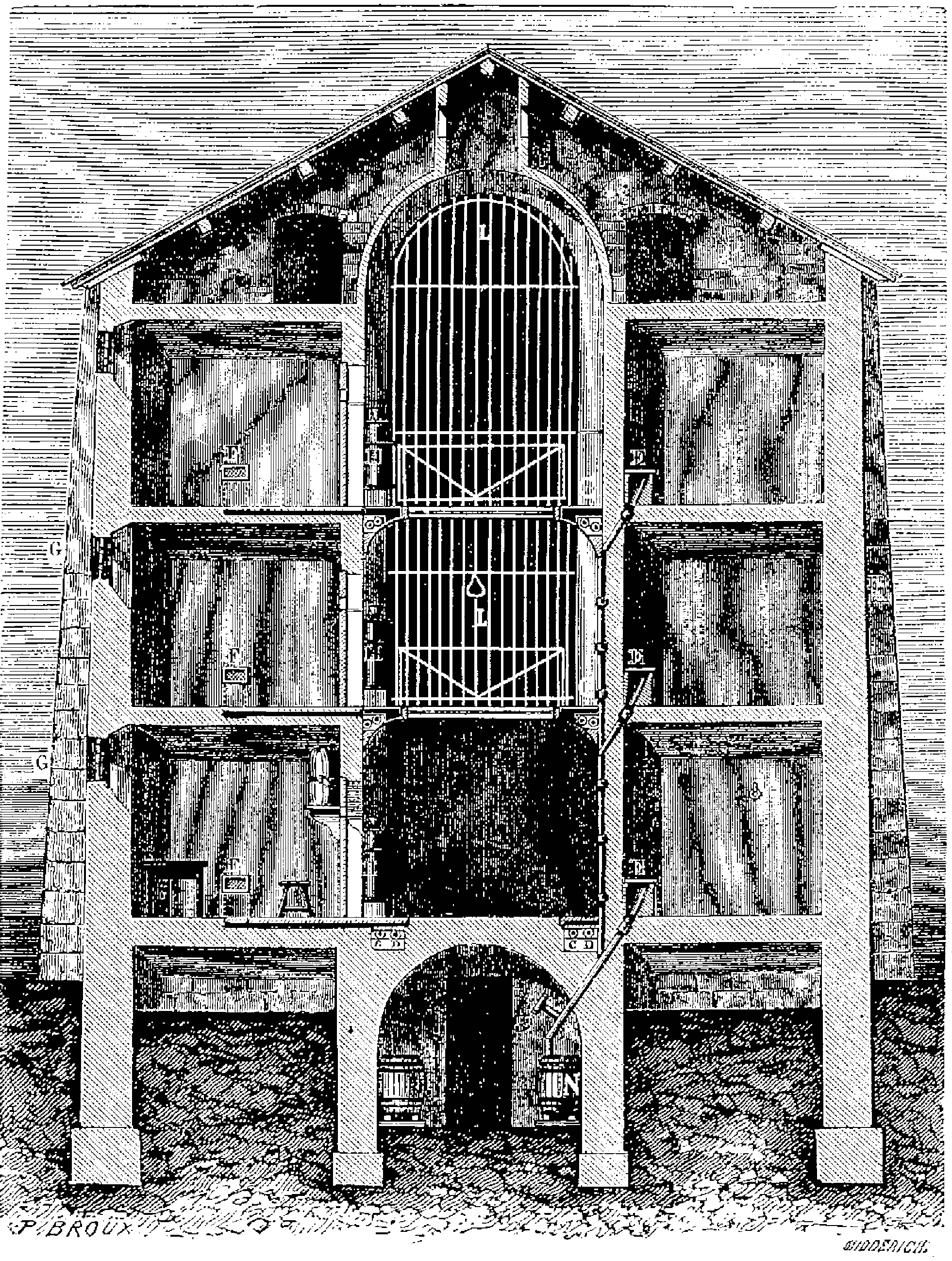
Coupe de l’un des bâtiments de la prison Mazas.
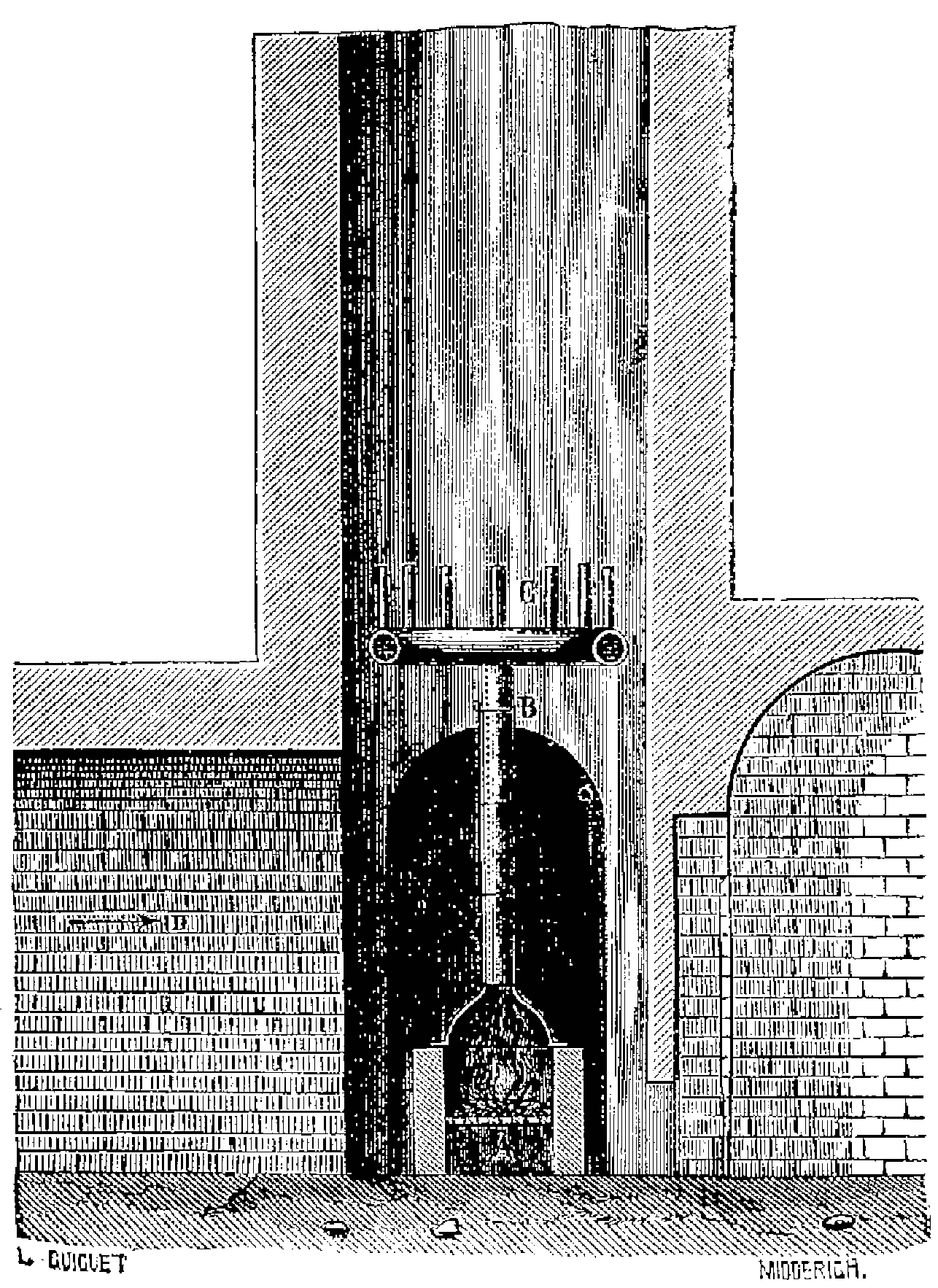
Cheminée ventilatrice de la prison Mazas.
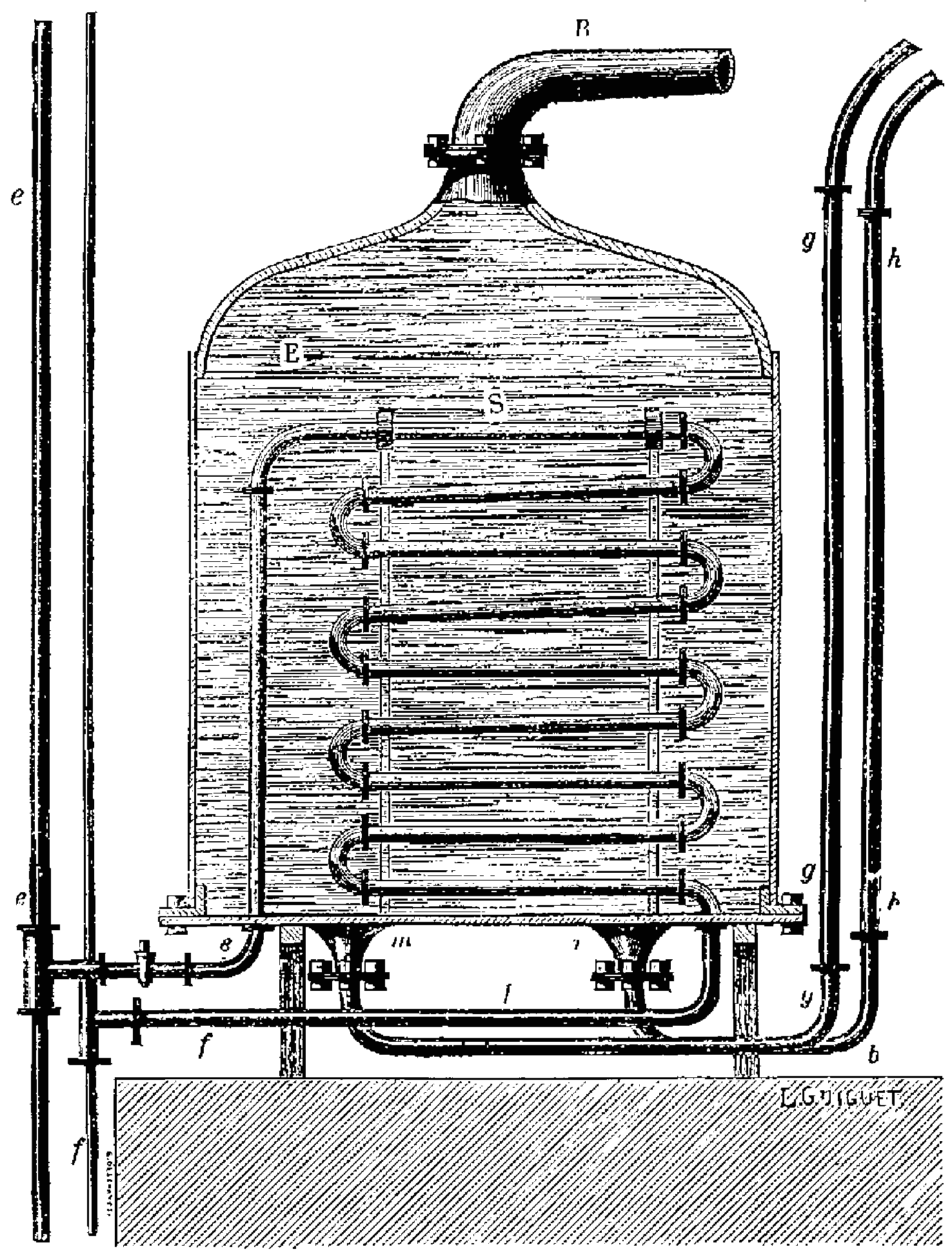
Vase chauffeur de la prison Mazas.

## Détenus notables
Par ordre alphabétique :
- Ivan Aguéli (1869-1917), peintre et penseur traditionaliste suédois ;
- Jules Allix (1818-1903), personnalité politique ;
- Zo d'Axa (1864-1930), individualiste libertaire, antimilitariste, pamphlétaire et journaliste satirique ;
- Émile Beaussire (1824-1889), professeur, philosophe et homme politique ;
- Louis-Bernard Bonjean (1804-1871), premier président de la Cour de cassation (avant son exécution par la Commune de Paris) ;
- Bruno Braquehais (1823-1875), photographe ;
- Charles-Louis Chassin (1831-1901), historien, écrivain et journaliste ;
- Georges Clemenceau (1841-1929), homme d'État français, président du Conseil, écroué 73 jours en 1862 ;
- Monseigneur Georges Darboy (1813-1871), archevêque de Paris avant son exécution par la Commune de Paris ;
- Félix Fénéon (1861-1944), critique d'art, journaliste, collectionneur d'art et directeur de revues, écroué d'avril à août 1894 pour anarchisme ;
- Hervé (1825-1892), compositeur, auteur dramatique, acteur, chanteur, metteur en scène et directeur de troupe, écroué en 1856 pour détournement de mineur ;
- Maximilien Luce (1858-1941), peintre, graveur et affichiste, écroué en 1894 pour anarchisme ;
- Arthur Ranc (1831-1908), journaliste et essayiste politique, républicain anti-clérical franc-maçon et révolutionnaire ;
- Arthur Rimbaud (1854-1891), poète ;
- Henri Rochefort (1831-1913), journaliste, auteur de théâtre et homme politique ;
- Jean-Baptiste Troppmann (1849-1870), meurtrier ;
- Jules Vallès (1832-1885), journaliste, écrivain et homme politique, incarcéré du 16 juillet au 30 août 1853 ;
- Hippolyte de Villemessant (1810-1879), journaliste français et patron de journaux.

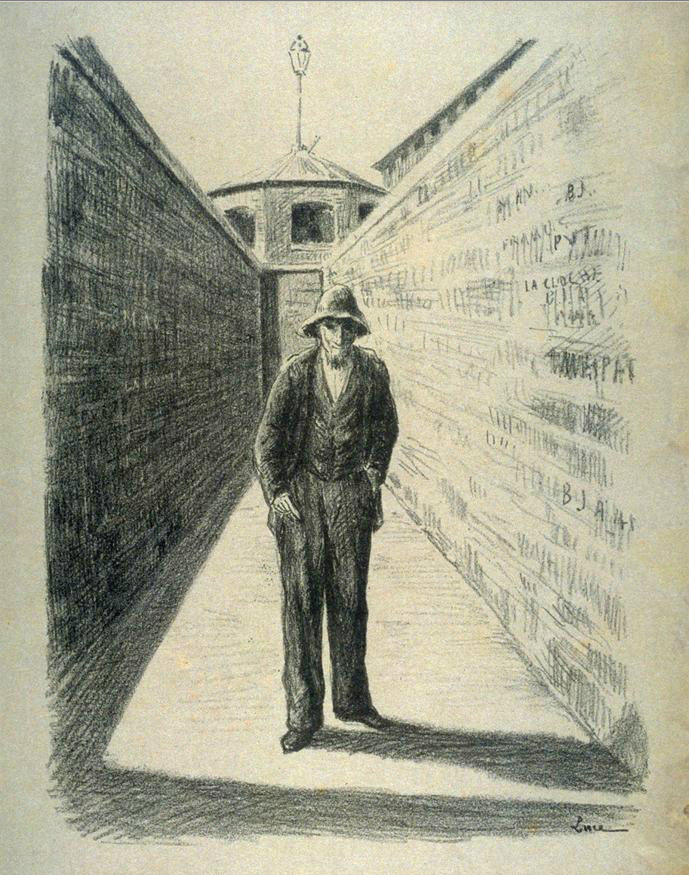
Félix Fénéon à Mazas, 1894, par Maximilien Luce.
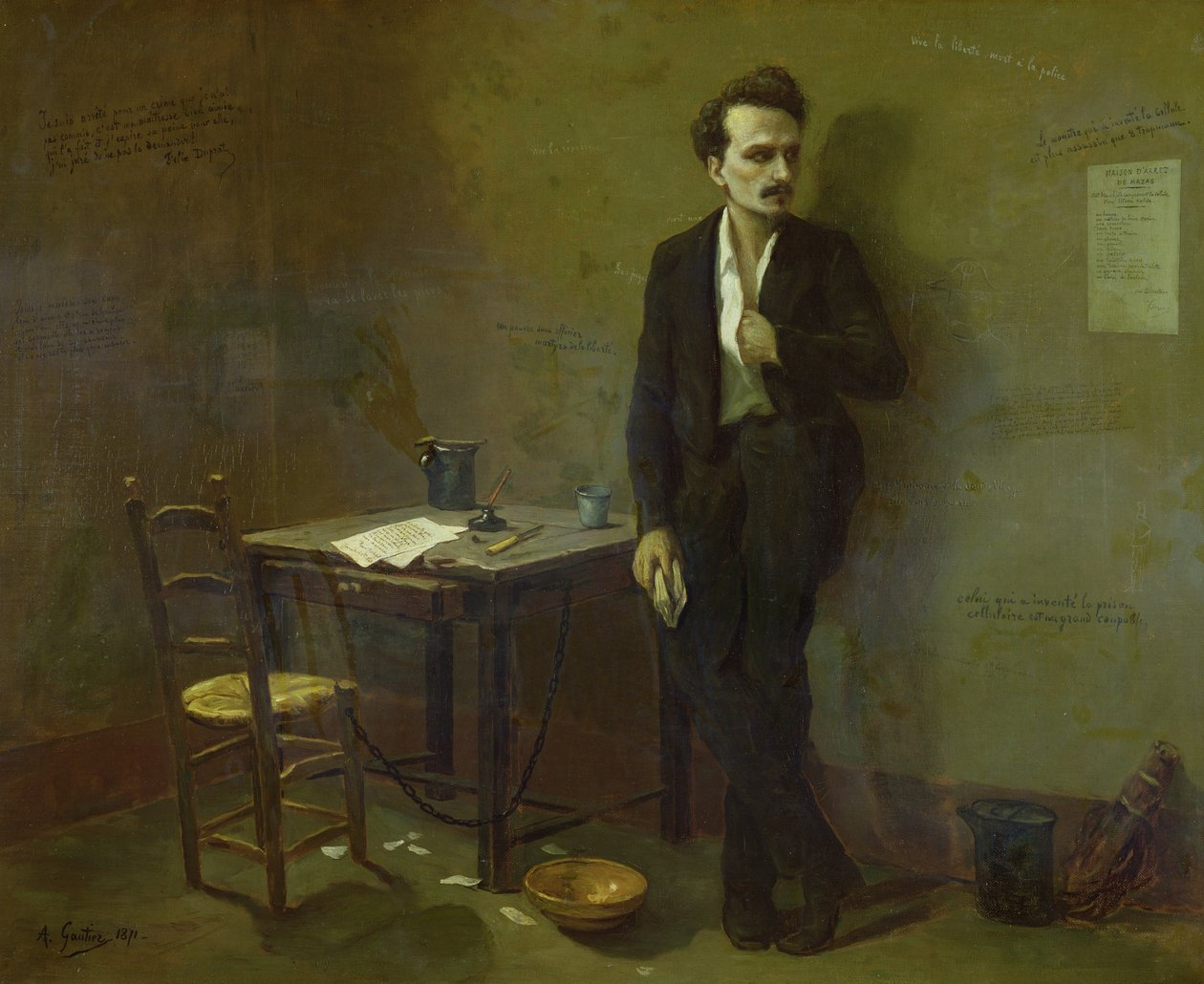
Henri Rochefort à la prison Mazas, par Armand Gautier (1871).

Lors du coup d'État du 2 décembre 1851, 220 députés protestataires sont également enfermés quelque temps, dont 62 à la prison Mazas (principalement des hommes de gauche) :
- Odilon Barrot ;
- Jean Didier Baze ;
- Alphonse Bedeau ;
- François Adolphe Chambolle ;
- Adolphe Crémieux ;
- Marc Dufraisse ;
- Prosper Duvergier de Hauranne
- Alfred de Falloux
- Louis Greppo ;
- Jules Grévy ;
- Louis Juchault de Lamoricière ;
- Charles Lagrange ;
- Émile Leroux ;
- Martin Nadaud ;
- Alfred Nettement ;
- Charles de Rémusat ;
- Édouard Roger du Nord ;
- François Tamisier ;
- Adolphe Thiers ;
- Émile Vézin.